# 해룡고등학교
해룡고등학교(海龍高等學校)는 대한민국 전라남도 영광군 영광읍 도동리에 위치한 사립 고등학교이다.

## 학교 연혁
- 1970년 6월 1일 : 법인창설 학교법인 해룡학원 인가, 초대 이사장 박천식 선생 취임
- 1974년 1월 5일 : 해룡고등학교 설립인가 (6학급)
- 1974년 3월 5일 : 해룡고등학교 개교 및 입학식 (6학급) 초대 교장 권재홍 선생 취임
- 1982년 10월 1일 : 해룡고등학교 남.여 공학 증설 27학급
- 1992년 3월 2일 : 지역중심 고등학교 지정(전라남도교육청)
- 2001년 2월 20일 : 도서관 및 교과연구실 준공 (지상 3층 1,969.54m2)
- 2009년 8월 3일 : 교과부 과학 수학 교과교실제 운영학교 선정
- 2009년 10월 21일 : 교육과학기술부 기숙형고등학교 지정
- 2009년 12월 22일 : 전라남도교육청 자율학교 지정
- 2010년 4월 20일 : 학교법인 해룡학원 제7대 이사장 이운조 선생 취임
- 2011년 3월 1일 : 운동장 인조잔디구장 구축
- 2018년 3월 1일 : 고교학점제 선도학교 지정
- 2022년 9월 1일 : 제7대 권춘기 교장 취임
- 2024년 2월 7일 : 제48회 졸업(147명) (총 누계 14,793명)
- 2024년 3월 4일 : 2024학년도 신입생 155명 입학

## 참고 자료
- 해룡고등학교 - 한국교육학술정보원 학교알리미